# Клерлејк Оукс (Калифорнија)
Клерлејк Оукс (енгл. Clearlake Oaks) насељено је место без административног статуса у америчкој савезној држави Калифорнија.

## Демографија
По попису из 2010. године број становника је 2.359, што је 43 (-1,8%) становника мање него 2000. године.
| Група             | 2000.         | 2010.         |
| Белци             | 2.064 (85,9%) | 1.953 (82,8%) |
| Афроамериканци    | 91 (3,8%)     | 54 (2,3%)     |
| Азијати           | 14 (0,6%)     | 34 (1,4%)     |
| Хиспаноамериканци | 144 (6,0%)    | 192 (8,1%)    |
| Укупно            | 2.402         | 2.359         |